# John Logie Baird

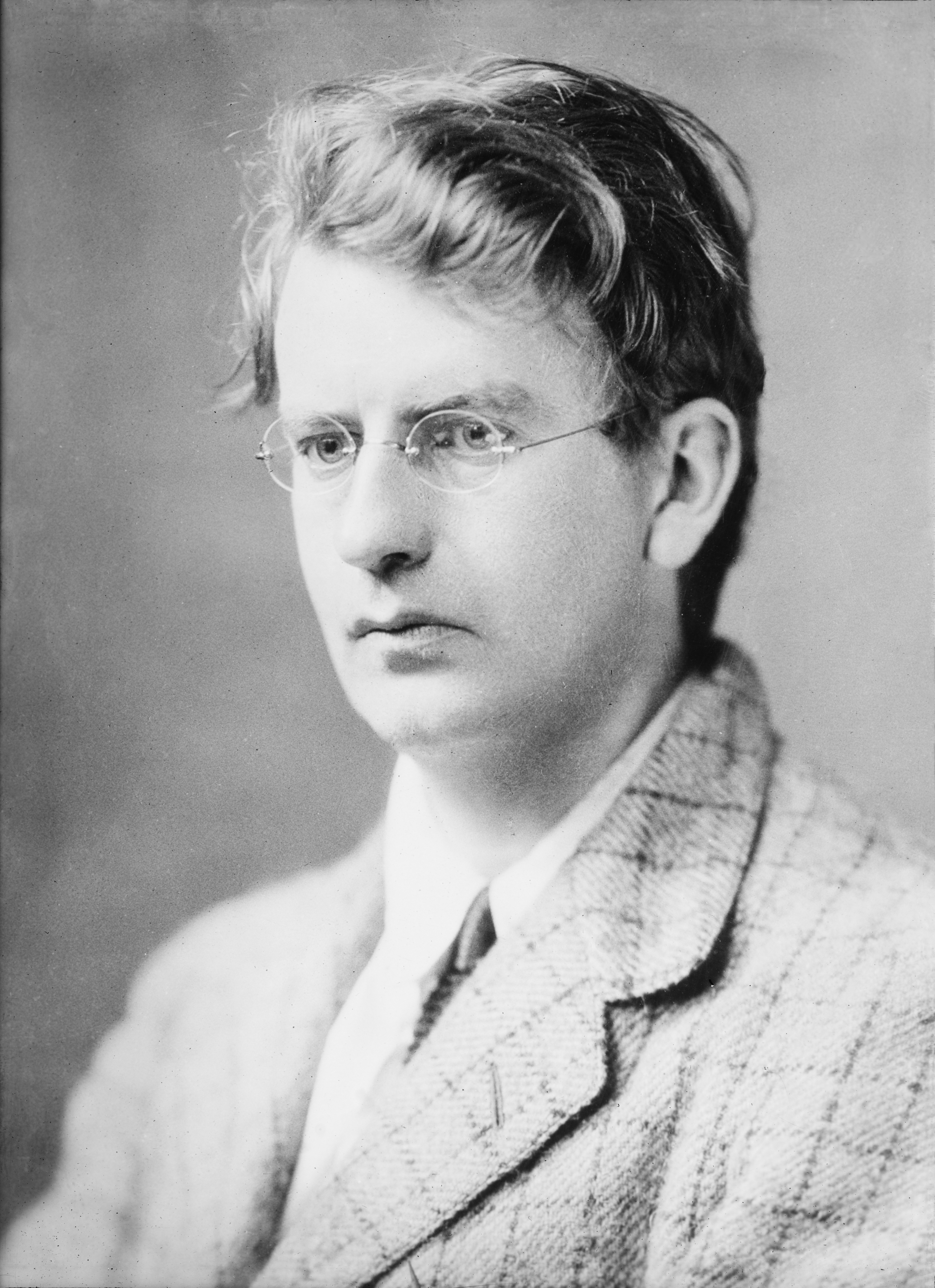
John Logie Baird (1917)

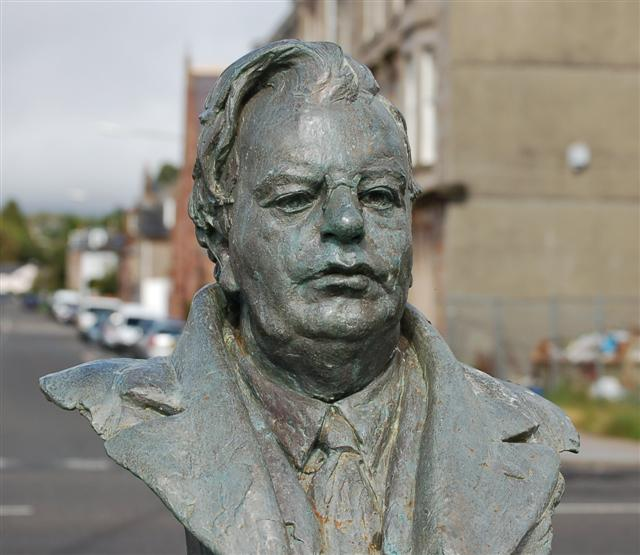
Baird-Büste im schottischen Helensburgh

John Logie Baird (* 13. August 1888 in Helensburgh, Schottland; † 14. Juni 1946 in Bexhill-on-Sea, East Sussex, England) war ein schottischer Erfinder und Fernsehpionier. Er erfand den weltweit ersten mechanischen Fernseher auf Grundlage der Nipkow-Scheibe.

## Leben und Wirken
Baird wuchs in einem evangelischen Pfarrhaus auf. Er war der Sohn eines presbyterianischen Pfarrers, wurde am Glasgow and West of Scotland Technical College (heute Universität Strathclyde) und der Universität Glasgow ausgebildet und arbeitete während des Ersten Weltkriegs als Angestellter eines Elektrizitätswerks (Clyde Valley Electrical Power Company), bevor er sich selbständig machte, um seinen Experimenten zur technischen Entwicklung des Fernsehens auf Grundlage der Nipkow-Scheibe mehr Zeit widmen zu können. Dies geschah ab 1919 in Trinidad, auf dem Anwesen von Conrad Frederick Stollmeyer in Santa Cruz. Im Frühjahr 1925 wurde ihm ermöglicht, seine Apparatur einige Wochen lang in Selfridges Warenhaus in London, wohin Baird von Hastings aus inzwischen gezogen war, öffentlich vorzuführen. Im Herbst gelang es ihm, die Apparatur so weit zu verbessern, dass sie eine konturierte Wiedergabe ermöglichte. Nach einer geglückten Vorführung dieses mechanischen Fernsehers vor Mitgliedern der Royal Institution am 26. Januar 1926 kam genug Kapital zusammen, um die Baird Television Development Company zu gründen. Am 8. Februar 1928 gelang Baird die transatlantische Übertragung eines Fernsehbildes von London nach New York. Das Bild lief zunächst über Telefonleitungen zu einem Kurzwellensender in Coulsdon, von wo aus es über den Atlantik gestrahlt wurde. Im selben Jahr folgte mit dem ersten Farb-Fernseher (mit synchron rotierenden Farbfiltern vor Kamera und Empfänger) ein weiterer Meilenstein in der Geschichte des Fernsehens.
Die BBC sendete von 1930 bis 1935 in dem von Baird eingeführten Verfahren mit 30 Zeilen und 12,5 Bildern/s, nachdem 1929 bereits Versuchssendungen ausgestrahlt worden waren; letzteres – in Zusammenarbeit mit der Berliner Fernseh-AG – parallel auch in Deutschland. Ab 1931 musste sich das mechanische Fernsehen gegen vollelektronische Fernseher mit Kathodenstrahlröhren behaupten, erste Geräte wurden in Deutschland von Manfred von Ardenne, in den USA von Farnsworth und der RCA und in Großbritannien von Marconi Company vorgestellt. Die ersten elektronischen Fernseher hatten ein zumeist dunkles Bild mit wenig Kontrasten, so dass mechanisches Fernsehen in der Anfangszeit durchaus ein ernsthafter Konkurrent war. Aber auch Baird ist bei Umstellung auf höhere Zeilenzahlen auf vollelektronisches Fernsehen (zumindest auf Empfängerseite) gewechselt. 1934 stellte Baird einen elektronischen Fernseher mit einer Auflösung von 240 Zeilen (progressiv) vor, die elektronischen Kamera-Röhren (image dissector) wurden von Farnsworth eingekauft bzw. es kamen mechanische Filmabtaster zum Einsatz. Insbesondere die lichtschwache Farnsworth-Kamera war jedoch dem „Ikonoskop“-System von Marconi mit 405 Zeilen (interlaced) unterlegen, so dass die BBC nach kurzem Parallelbetrieb bereits beschloss, sich auf das Marconi-EMI-Verfahren zu konzentrieren und die Sendungen nach dem System von Baird einzustellen. Lediglich der mechanische Filmabtaster kam, umgerüstet auf 405 Zeilen, noch bis zum Kriegsausbruch zum Einsatz. Die letzte Ausstrahlung im System Baird erfolgte am 30. Januar 1937. 
Dennoch baute Baird bis 1939 (der Fernsehdienst der BBC wurde mit Kriegsbeginn vorläufig eingestellt und erst im Juli 1946 wieder aufgenommen) noch mechanische und vollelektronische Fernsehempfänger, die mittels eines Spiegelrades auch Fernsehbilder nach der neuen 405-Zeilen-Norm empfangen konnten. Die Bilder waren größer und heller als die der ersten Fernseher mit Bildröhre. Außerdem baute Baird TV-Übertragungswagen und HF-Linkstrecken zu selbst entwickelten Fernseh-Projektoren in Kinos mit bis zu 3000 Plätzen, deren wirtschaftliche Nutzung vom Beginn des Zweiten Weltkriegs vereitelt wurde (Cinema Television). Jedoch musste Baird einsehen, dass dem vollelektronischen Fernsehen die Zukunft gehörte. So entwickelte er noch in den Jahren 1940 bis 1944 verschiedene Farbfernseher, zunächst mit rotierenden Farbrädern vor Kamera bzw. Bildröhre, später mit einer Farbbildröhre. Anders als bei modernen Farbbildröhren kamen nur zwei Elektronenstrahlen zum Einsatz, die Bildröhren waren kugelförmig mit der Bildfläche in der Mitte. Diese war von der einen Seite mit einem roten Leuchtstoff, auf der anderen Seite mit einem grünblauen Leuchtstoff beschichtet. Die Elektronenstrahlen wurden von vorne und von hinten auf den Bildschirm gestrahlt. Auf diese Weise vermied Baird eine gegenseitige Störung, ferner war keine Lochmaske wie in heutigen Farbbildröhren erforderlich. Das Bild soll, Augenzeugen zufolge, sehr farbecht und hell gewesen sein. Experimentell wurde die Zeilenzahl auf über 1000 erhöht. Ebenfalls während des Krieges experimentierte Baird mit farbigem 3D-Fernsehen. Es wurde einfach die Bildfrequenz erhöht (und aus Gründen der Bandbreite die Zeilenzahl gesenkt), so dass abwechselnd für jedes Auge zwei Bilder nacheinander übertragen wurden. Durch ein Linsensystem konnte jeweils nur ein Zuschauer das plastische Bild betrachten, was heutzutage beispielsweise mit Hilfe von 3D-Shutterbrillen für jeden Betrachter überwunden werden kann.
1937 wurde er zum Fellow der Royal Society of Edinburgh gewählt.

## Bewertung/Nachleben
Als größtes Verdienst Bairds dürfte neben seinen zweifellos beachtlichen Erfindungen (siehe auch: Narrow Bandwidth Television) vor allem sein, dass er publikumswirksam die Möglichkeiten des Fernsehens vorführte, es so populär machte und somit auch die technische Entwicklung insgesamt sehr beschleunigte.
Die großen Fernsehpreise von Australien – die Logie Awards – sind nach John Logie Baird benannt. In der Umfrage der BBC nach den 100 bedeutendsten Briten im Jahr 2002 belegte Baird den 44. Platz. Am 26. Januar 2017 wurde Baird durch eine Milestone plaque, eine Gedenktafel, die das IEEE im Rahmen seines Milestone-Programmes verleiht, geehrt. Die Tafel befindet sich an dem Gebäude in der Frith Street 22, in dem Baird Mitgliedern der Royal Institution am 26. Januar 1926 seine Erfindung vorgeführt hatte.